# یوسی‌اس (کدبندی نویسه)
یوسی‌اِس (به انگلیسی: Universal Character Set) به معنی مجموعه‌نویسهٔ جهانی، نام استانداردی برای کدبندی نویسه‌ها است که قابلیت نمایش نویسه‌های زبان‌های مختلفی را داراست. این استاندارد نخستین بار با نام رسمی ایزو/آی‌ئی‌سی۱۰۶۴۶-۱ منتشر شد و از همان ابتدا و به سرعت مورد تحسین و نیز انتقاد قرار گرفت. تقریباً همزمان با این استاندارد، گروهی از متخصصین زبان و رایانه، کنسرسیوم یونی‌کد را تشکیل دادند که هدف مشابهی (تولید یک مجموعه‌نویسهٔ جهانی) را دنبال می‌کرد. برای جلوگیری از کارهای موازی، در سال ۱۹۹۱ میلادی، این گروه که از طریق شرکت‌های اپل و زیراکس فعالیت خود را دنبال می‌کردند و گروه ایزو توافق کردند که فعالیت‌هایشان را به صورت مشترک دنبال کنند و به همین علت است که امروزه استانداردهای ایزو۱۰۶۴۶ و یونی‌کد با هم همخوانی نسبتاً کاملی دارند و نویسه‌های آن‌ها معادل است. اما با این وجود یوسی‌اس و یونی‌کد از نظر انتخاب برخی اصطلاحات فنی و نیز از نظر قابلیت گسترش با هم متفاوتند، به طوری که استاندارد ایزو اجازهٔ گسترش بسیار بیشتری نسبت به یونی‌کد می‌دهد.
استاندارد ایزو دو سازوکار اصلی برای کدبندی نویسه‌های تعریف‌شده معین کرده‌است: یوسی‌اس-۲ و یوسی‌اس-۴. یوسی‌اس-۲ را تقریباً می‌توان با یوتی‌اف-۱۶ یکسان دانست. یوسی‌اس-۴، کدبندی ۴بایتی ایزو۱۰۶۴۶ است.
یوسی‌اس بالامجموعهٔ بسیاری از کدبندی‌های نویسهٔ رایج به شمار می‌آید.

## شیوع استفاده
یک بررسی در سال ۲۰۰۴ نشان داد که از میان ۱۲ کشور مسلمان، تنها ۴ کشور از یوسی‌اس استفاده می‌کردند. در حالی که تقریباً همهٔ دامنه‌های سطح بالای تاجیکستان (‎*.tj) از یوسی‌اس برای کدبندی محتوایشان استفاده می‌کردند، حداکثر نیمی از وب‌گاه‌های ایران (‎*.ir)، کویت (‎*.kw) و امارات متحدهٔ عربی (‎*.ae) آن را به کار گرفته بودند و در دامنه‌های برونئی (‎*.bn)، قرقیزستان (‎*.kg)، فلسطین و کرانه باختری رود اردن (‎*.ps)، سوریه (‎*.sy)، ترکمنستان (‎*.tm)، ازبکستان (‎*.uz) و یمن (‎*.ye) هیچ اثری از آن یافت نشد. هرچند استفاده از یوسی‌اس به شدت افزایش یافته‌است، اما همچنان تا جهانی‌شدن فاصلهٔ زیادی دارد.